# المیرو برگامو
المیرو برگامو (انگلیسی: Almiro Bergamo؛ ۲۰ سپتامبر ۱۹۱۲ – ۴ ژوئیهٔ ۱۹۹۴) قایقران روئینگ اهل ایتالیا بود.
وی در مسابقات کشوری و بین‌المللی در مجموع برندهٔ ۲ مدال طلا، ۲ مدال نقره شده‌است.